# (6001) Thales
(6001) Thales ist ein Asteroid des Asteroidengürtels, der am 11. Februar 1988 vom belgischen Astronomen Eric Walter Elst am La-Silla-Observatorium (IAU-Code 809) der Europäischen Südsternwarte in Chile entdeckt wurde.
Der Asteroid ist Mitglied der Koronis-Familie, einer Gruppe von Asteroiden, die nach (158) Koronis benannt ist.
Der Himmelskörper wurde nach dem vorsokratischen Naturphilosophen, Geometer und Astronomen Thales von Milet (* wahrscheinlich um 624/23 v. Chr. in Milet; † zwischen 548 und 544 v. Chr. ebenda) benannt, der als einer der Sieben Weisen und als Begründer der griechischen Naturphilosophie, Astronomie und Geometrie erachtet wird.